# Апликация
 Тази статия е за декоративната техника.  За мобилен или друг вид софтуер вижте приложен софтуер.  
Апликация е вид техника в приложното изкуство, при която вложка от различен материал се закрепва върху обекта, който е от друг материал. Като правило за основа служат картон, кожа, дърво, текстил. Апликацията е свързана с познавателната дейност и оказва голямо влияние върху развитието на умствените и творческите способности на децата. Макар основното значение на думата да е свързано с пришиването на фигури върху тъкани и облекло, същото название се използва например при украсата на конска амуниция, колани, колесници и др. като синоним на инкрустация.